# La Grange (Texas)
La Grange város az USA Texas államában, Fayette megyében, melynek megyeszékhelye is. Lakosainak száma 4391 fő (2020. április 1.).

## Népesség
A település népességének változása:
| Lakosok száma | 1165 | 4641 | 4680 | 4391 |
|               | 1870 | 2010 | 2017 | 2020 |